# Citroën-Kégresse
Le Citroën-Kégresse erano una famiglia di veicoli semicingolati francesi, il cui sistema di trazione costituì una delle maggiori innovazioni dell'industria automobilistica dell'inizio del XX secolo, essendo di fatto i primi veicoli veramente fuoristrada. Dal sistema Kégresse originavano inoltre i celebri semicingolati statunitensi M2 e M3 Half-track.

## Storia e sviluppo
Dopo essersi brillantemente diplomato alla scuola tecnica di Montbéliard, il tecnico ed inventore francese Adolphe Kégresse nel 1905 era emigrato in Russia per assumere l'incarico di direttore del parco macchine imperiale di San Pietroburgo, al servizio dello zar Nicola II. Qui sviluppò un cingolo adattabile all'asse motore di automobili convenzionali, che venne adattato ad alcune auto dello zar per consentire gli spostamenti su terreni innevati o particolarmente difficili. Di fatto aveva inventato il veicolo semicingolato e Kégresse brevettò tale sistema nel 1913.
Allo scoppio della rivoluzione russa, Kégresse si rifugiò prima in Finlandia, poi in Francia, portando con sé i suoi progetti. L'industriale ed economista Georges Schwob d'Héricourt, suo amico, lo mise in contatto con Jacques Hinstin, fondatore della casa automobilistica Hinstin e socio della Citroën, con il quale trasformò alcuni esemplari di questa marca. Questi modelli semicingolati furono mostrati ad André Citroën, che rimase impressionato dalle prestazioni e dalle qualità fuoristrada dei veicoli, di gran lunga superiori a qualsiasi altro veicolo dell'epoca. Questo li portò ad acquistare il brevetto di Kégresse ed a lanciare il progetto, fondando la società Citroën-Kegresse-Hinstin, dedicata alla trasformazione di veicoli in semicingolati, specialmente a partire da modelli Citroën.
Il sistema di trazione Kégresse, che sostituiva ogni ruota motrice, si basava su un treno di rotolamento con cingolo in gomma e due grandi ruote. Le sospensioni originali venivano sostituite e l'assale poggiava su carrello per lato, costituito da braccetti a bilanciere e una serie di quattro rulli portanti, ammortizzati con cilindri verticali a molla. Una delle grandi ruote era motrice, mentre l'altra era folle e serviva a tendere il cingolo di gomma. Questo meccanismo consentiva al veicolo di mantenere sempre il contatto con il terreno e faceva sì che l'assale anteriore non si elevasse nel sorpassare un ostacolo. Il vantaggio principale rispetto ai cingoli metallici convenzionali consistevano nella leggerezza e nella relativa silenziosità, a fronte del maggiore inconveniente, costituito dalla rapida usura del cingolo di gomma (2.000 km contro 6.000 km del cingolo metallico).
Nel 1920 vennero realizzati vari prototipi basate sulle prime esperienze compiute in Russia. Questi derivavano dall'automobile Citroën B2 ed erano perciò denominati Type B. Nel 1921 la Citroën iniziò la commercializzazione del primo modello di serie, il K1, cui seguirono il P4T nel 1924, il P7T nel 1926 ed il P10 nel 1928, tutti equipaggiati con un motore a benzina 4 cilindri, ed il P15N, sempre del 1928, con motore a 6 cilindri.
In seguito compariranno il P17/19; questi semicingolati erano basati sul telaio della Citroën AC6, con cofano accorciato grazie alle minori dimensioni del motore C4F rispetto al 6-cilindri originale e carrozzeria tagliata dietro i sedili posteriori per aumentare lo spazio di carico. La struttura generale venne rinforzata e semplificata (con un occhio ad un eventuale smontaggio per il trasporto) e tutti gli spazi liberi vennero sfruttati per realizzare vani di stivaggio, ancoraggi per i bidoni d'acqua ed un serbatoio carburante aggiuntivo di grande capacità, che una pompa elettrica collegava con il serbatoio principale. Un elemento che spiccava era il rullo frontale, che aiutava nel superamento degli ostacoli. Altro elemento essenziale era l'argano, con cavo di 80 m filabile sia anteriormente che posteriormente.

## Modelli
K1 (1921-1924)
Basato sull'automobile Citroën B2 10 CV, fu il primo modello usato dall'esercito francese e di altri paesi. Venne anche realizzato in una grande varietà di allestimenti civili turistici (viaggi invernali) e ad uso agricolo. Cinque K1 appositamente equipaggiati furono impiegati nella prima traversata del Sahara, nel 1922.
P4T (1924-1925)
Basato sulle Citroën B2, B10 e B12, era il successore diretto del K1. Facilmente distinguibile da quest'ultimo per la calandra piana con 9 elementi separati, per il resto se ne discostava poco dal punto di vista tecnico e progettuale. Venne commercializzato sia in versioni militari che civili e fu il protagonista della famosa Crociera nera; per questa missione venne migliorato il raffreddamento con un radiatore centrale maggiorato e due grandi radiatori addizionali ai lati. Nel 1923 venne presentata l'autoblindo M3 con carrozzeria corazzata Schneider et Cie e motore del K1, con tre uomini di equipaggio. Nel gennaio del 1925, sedici autoblindo Citroën-Kégresse P4T/M23 vennero consegnati alla cavalleria francese; inizialmente destinate a servire in Marocco, vennero infine inviate in Siria e Libano, dove rimasero in uso fino al 1941. Dotate di armamento in torretta girevole ed equipaggio di tre uomini, attualmente ne sopravvive un solo esemplare scovato dall'US Army in Afghanistan nel 2004.
P6 (1924-1925)
Modello mai commercializzato, progettato appositamente per la società "Citracit" (Compagnie Transafricaine Citroën), che l'avrebbe dovuto impiegare nel turismo sahariano. Furono realizzati solo pochi esemplari, con motore Mors 4-cilindri da 2,8 litri (15 CV). Le ruote motrici erano maggiorate, con diametro portato a 700 mm, ma in seguito il treno di rotolamento venne sostituito con quello del P4T. Il progetto si rivelò un fallimento da 15 milioni di franchi ed i veicoli realizzati vennero infine venduti all'esercito francese.
P2T (1924-1925)
Altro modello per la "Citracit" mai commercializzato, basato sull'automobile FS, con motore Mors da 15 CV. Il treno di rotolamento differiva profondamente dai modelli precedenti, in quanto la ruota motrice era quella anteriore, caratteristica adottata poi sui modelli successivi. Il numero di P2T realizzato fu estremamente ridotto.
P7T (1925-1927)
Il progetto era molto simile al P4T, però il sistema di rotolamento era praticamente ruotato di 180°, con l'albero motore che azionava le ruote anteriori invece di quelle posteriori; di conseguenza l'assale posteriore veniva spostato in avanti e l'albero di trasmissione era accorciato. Il motore era quello della Citroën B12. Per il resto il telaio era lo stesso del P4T, con il cingolo in gomma stampato in un solo pezzo. Come i predecessori, era disponibile in vari allestimenti della carrozzeria, sia per impieghi militari che civili.
P7bis (1927-1928)
Con questo modello si apre una nuova era: il sistema Kégresse venne completamente riprogettato. Il nuovo cingolo era composto di maglie metalliche con inserti di gomma esterni e tre file parallele di blocchetti di gomma sulla parte interna. La fila centrale garantiva il centraggio del cingolo su ruote e rulli, mentre i blocchetti delle due file esterne impegnavano gli appositi incavi della ruota motrice anteriore. Tutti i blocchetti erano avvitati alle maglie del cingolo. A parte questo, non vi erano differenze rispetto al P7T (il nome P7bis non era un nome ufficiale).
P10 (1928-1929)
Questo modello era considerato il primo rappresentante della seconda generazione di semicingolati Citroën-Kégresse. Basato principalmente sulla versione turismo della Citroën C4 (comparvero anche per la prima volta, nel 1928, versioni con motore 6-cilindri basate sulla AC6). La linea della carrozzeria dei primi P10 assomigliava a quella della Citroën Type B14, ma in seguito vennero adottate le componenti della nuova C4, come la calandra, il cofano, ecc. Il motore era quello della Citroën B14G, da 1.539 cm³, 70×100 mm di alesaggio. Altre componenti erano tratte dagli autocarri Citroën B14 e Citroën B15. Il sistema Kégresse era identico a quello del P7bis, al quale nel corso dell'evoluzione che porterà poi al successivo P17, venne aggiunto un rullo superiore reggicingolo.
P17 (1929-1934)
Questo modello non differiva esteriormente dagli ultimi P10, ma fu il primo ad integrare tutti gli aspetti più importanti introdotti sulla C4, incluso il motore da 1.628 cm³ (72×100 mm). Il treno di rotolamento (inclusa la ruota motrice), fisso sul P10, su questo modello era invece articolato, in modo da permettere l'escursione verticale. Essendo prodotto per oltre 5 anni, il mezzo passa attraverso un'evoluzione che passa per il P17A ed il P17B. Anche se basati principalmente sulla C4, questi modelli vennero costruiti sul telaio del Citroën B15, un autocarro leggero derivato dalla B14. Il peso del telaio nudo, senza carrozzeria, era di 1.200 kg. Il P17C fece la sua apparizione nel 1932, con il motore della C4G da 1.767 cm³ (75×100 mm); fu in questa fase che probabilmente venne realizzato un nuovo telaio ad hoc, più basso e pesante nudo 1.470 kg. Seguirono le versioni P17D e P17E, che introducevano modifiche minori. 
Il P17 fu il modello con i numeri di produzione più alti. Secondo alcune fonti, la Citroën consegnò all'esercito francese oltre 1.700 esemplari, cui si aggiungono quelli consegnati ad eserciti di altri paesi. Un semicingolato P17 fu testato anche dallo US Army con esiti soddisfacenti, tanto che la James Cunningham, Son and Company acquistò la licenza Kégresse e nel 1932 presentò un'autoblindo semicingolata derivata dalla M1 Armored Car. L'esercito polacco ricevette il veicolo, assegnato a varie unità come trattore d'artiglieria, veicolo radio e per il traino delle fotoelettriche antiaeree. La Wehrmacht utilizzò i P17 francesi di preda bellica con la denominazione Transportkraftwagen Ci 301(f). Il mezzo fu inoltre utilizzato in altre attività, quali lavori agricoli, selvicoltura e servizi pubblici.
P15N (1928-1934)
Questo modello era l'unico Kégresse appositamente progettato per l'impiego sulla neve (N=neige, neve). Il P15N, apparso si riconosceva facilmente per i cingoli estremamente lunghi, larghi 40 cm, con due rulli reggicingoli. Questi grandi cingoli riducevano la pressione sulla neve e una buona aderenza; inoltre garantivano una guida comoda, poiché la loro lunghezza riduceva la necessità di sospensioni. L'equipaggiamento standard comprendeva due sci da montare sotto le ruote anteriori e una grande lamiera curva sotto la parte anteriore del mezzo, per impedirgli di sprofondare nella neve. Il P15N fu il primo semicingolato Kégresse sul quale si installò il motore 6-cilindri da 2.442 cm³. La maggioranza degli elementi del telaio erano quelli della berlina AC6. Il mezzo fu costruito in vari allestimenti, tra i quali autobus e turismo, con carrozzeria sia aperta che chiusa, ma non venne mai utilizzato come base per autoblindo. Tre P15N furono utilizzati dall'ammiraglio Byrd nella sua spedizione in Antartide nel 1934. 
Nel 1932 apparve il P15NK, più grande e più pesante (1.900 kg per il solo telaio), con cambio a 4 velocità ed un motore da 3.015 cm³. Il P15NB, conosciuto anche come P15N75, a partire dal 1933 sostituì il P15N originale, con un telaio pesante 1.575 kg ed il moderno motore valvole in testa da 2.650 cm³ della Citroën Rosalie.
P19 (1929-1935)
Il P19 era il fratello con motore a 6 cilindri del P17. Il motore (così come altre componenti) provenivano dalla AC6. Il P19 era considerato il modello Kégresse più leggero e relativamente rapido, con una velocità di crociera di oltre 40 km/h. Il peso del telaio era di 1.200 kg. La versione P19B, del 1931, era più lungo di 110 mm e pesava 1.620 kg. Rispetto al P17, i cingoli erano della stessa lunghezza e dello stesso tipo, mentre la ruota motrice aveva diametro maggiore e la posteriore folle era più piccola; altra differenza con il predecessore era il cofano, mutuato dalla AC6. Fu realizzato in diversi allestimenti della carrozzeria. La maggioranza dei P19 vennero utilizzati dagli eserciti di Francia, Belgio e Polonia.
P20R (1936)
Identico dal punto di vista tecnico al P19, eccetto che per il motore, il 6-cilindri valvole in testa da 2.650 cm³ della Citroën Rosalie, da 15 CV. Tuttavia, secondo alcune fonti, anche il treno di rotolamento era modificato. Si conosce poco della sua commercializzazione: certamente doveva essere il successore del P19 e probabilmente venne utilizzato dall'esercito francese.
P14 (1930-1940)
Altro modello equipaggiato con il motore della AC6, ma molto differente per peso e velocità dal P19. Il P14 era un trattore pesante, costruito su un telaio molto solido, pesante ben 3 tonnellate. Le ruote motrici erano costituite da 11 raggi (invece degli 8 del P19), i cingoli erano più larghi e solidi. Il mezzo venne impiegato tanto nel servizio pubblico che come trattore d'artiglieria pesante dagli eserciti francese, belga e polacco. Un P14 servì da carro radio per il gruppo Pamir nella Croisière jaune. Gli esemplari catturati dai tedeschi vennero designati Zugkraftwagen Ci 306(f).
P26 (1932-1936)
Questo modello si basava sul popolare autocarro da 2 tonnellate Citroën C6, basato sull'omonima auto, con motore 6-cilindri da 2.650 cm³ e cambio a 4 marce. Il P26 era offerto come veicolo trasformabile, con la possibilità di sostituire i cingoli con ruote normali con poche ore di lavoro (che includevano la sostituzione completa dell'asse posteriore e del differenziale, escluso l'ingranaggio del riduttore). Il treno di rotolamento era decisamente diverso dai precedenti, con solo due rulli portanti, larghi quanto il cingolo. Nel 1934 venne realizzato il P26B, leggermente più pesante (2.900 kg), con un braccetto del treno di rotolamento modificato. Le pubblicità dell'epoca mostravano vari eversioni di carrozzeria, incluso un veicolo blindato. Si ritiene sia stato fabbricato in pochi esemplari.
P107 (1935-1940)
Questo semicingolato era un trattore per il traino pesante. Montava il motore più potente di tutti i semicingolati Citroën-Kégresse, un 4-cilindri Unic P39 da 3.454 cm³ e 62 CV, che consentiva una velocità massima di 46 km/h. Come la maggior parte dei Citroën-Kégresse, venne utilizzato dalle forze armate. Rimane il modello prodotto in quantità maggiore dalle officine Unic oltre che dalla Citroën, con un totale di 3.276 pezzi realizzati tra il 1937 ed il 1940.
P21 (1931-1936?)
Questo era il famoso modello con motore 6-cilindri (2.650 cm³) basato sulla C6G, utilizzato nella Croisière jaune dal gruppo Cina tra il 1931 ed il 1932. Era un veicolo pesante quasi 3 tonnellate. Il treno di rotolamento speciale, poi utilizzato sul P26, apparso poco dopo, aveva solo due rulli portanti, che scorrevano sulla parte centrale del cingolo. Nel 1936 Citroën ottenne l'approvazione del servizio minerario (Service des Mines); ciò suggerisce che l'acquisizione del P21 (P21E?) venne pianificata, ma non si hanno prove dell'eventuale vendita.
P122 (1936)
Un ibrido, basato sull'autocarro Citroën T45, con cingoli metallici (non in gomma) e ruote posteriori motrici. I cingoli venivano abbassati sul terreno quando necessario. Si sa molto poco di questo mezzo e probabilmente si trattava di un mezzo sperimentale per l'esercito.
P16 (1928-1929)
Autoblindo con treno di rotolamento identico a quello del P17. Il primo motore installato fu il Panhard 11, un 4-cilindri da 60 CV. Sebbene progettata da Citroën, venne tuttavia prodotta dalla Schneider et Cie con la denominazione ufficiale AMC Schneider P16. Era armata con un cannone Puteaux SA 18 da 37 mm (100 colpi a bordo) e da una mitragliatrice MAC 1931 Reibel da 7,5 mm (1.950 proiettili a bordo).
P28 (1931-1932)
Autoblindo con motore 6-cilindri della AC6 da 2.442 cm³, in seguito sostituito da uno da 3.015 cm³. Il treno di rotolamento era identico a quello del P26, se non proprio lo stesso. Cinquanta unità vennero acquisite nel 1933 dall'esercito francese e tre furono vendute all'Uruguay.
P104 (1934)
Veicolo trasporto truppe semicingolato con motore 6-cilindri da 3.015 cm³ e treno di rotolamento del P28.
P103 (1935)
Prototipo di carro armato leggero da ricognizione (Automitrailleuse de Reconnaissance, AMR) interamente cingolato, pensato come concorrente del Renault AMR 33. Rimasto allo stato di prototipo.

## Produzione su licenza
Diverse aziende europee acquistarono i diritti di sfruttamento dei brevetti Citroën-Kégresse.
- Belgio

FN Herstal (FN-Kégresse 3T).
- Francia

Peugeot (Peugeot-Kégresse), Schneider et Cie (AMC Schneider P16), SOMUA (Somua MCG, MCL e Somua-Coder), Unic (Unic P107).
- Regno Unito

Burford (Burford-Kégresse 30 cwt), Crossley Motors, Martel.
- Italia

Alfa Romeo (Alfa Romeo RM).
- Polonia

PZInż (Samochód pancerny wz. 28).
La produzione totale di veicoli Citroën-Kégresse ha superato i 10.000 esemplari.

## Le crociere Citroën (1920-1932)
Il primo risultato ottenuto dal nuovo concetto di trazione Citroën-Kégresse fu conseguito nel febbraio 1921, quando un semicingolato Type K1 vinse agevolmente il Concours de Chars de Montagne organizzato dall'Automobile Club de France sul monte Revard, in Savoia. Nel febbraio del 1922 ebbe altri ottimi risultati in concorsi organizzati sulle Alpi e sui Pirenei.
André Citroen era convinto che i suoi semicingolati erano capaci di superare i confini, giungere ovunque nel mondo, e per dimostrarlo organizzò e finanziò tre spedizioni che, seppure non diedero il riconoscimento definitivo alla sua azienda, comunque passarono agli annali della storia dell'automobilismo: la traversata del Sahara (dicembre 1920-gennaio 1921), la Croisière noire ("Crociera nera", ottobre 1924-giugno 1925) e la Croisière jaune ("Crociera gialla", aprile 1931-febbraio 1932).

### Traversata del Sahara
L'ingegnere ed esploratore Georges-Marie Haardt, poi direttore generale della Citroën, ricevette nel 1920 da parte di André Citroën l'incarico di attraversare i 3.500 km che separavano Touggourt, in Algeria, da Timbuctù, Mali. Per la spedizione si impiegarono cinque semicingolati K1 appositamente modificati. Questi mezzi partirono a dicembre del 1920, attraversarono parte del Sahara in 20 giorni, anche se solo 15 di marcia effettiva, ed a febbraio 1921 iniziarono il viaggio di ritorno, facendo della spedizione un completo successo.

### Croisière noire
L'esito della traversata convinse André Citroën a programmare una nuova e più ambiziosa crociera, una traversata dell'Africa da nord a sud attraverso itinerari sconosciuti. Questa spedizione aveva finalità scientifiche e di esplorazione, oltre ad offrire una straordinaria pubblicità per le sue automobili. L'obiettivo era coprire la distanza di 28.000 km tra Colom-Béchar (Algeria) e l'isola di Madagascar. Per tale spedizione vennero impiegati otto semicingolati P4T appositamente modificati.

### Croisière jaune
Haardt nel 1928 propose ad André Citroën, più come un sogno che come una possibilità reale, la possibilità di aprire alla circolazione di veicoli la via della seta, che decise così di finanziare il progetto. Questa via era lunga 30.000 km, unendo Beirut con Pechino. In questo missione vennero utilizzati sette P21, un veicolo radio P14 e sei P17.

## Galleria d'immagini

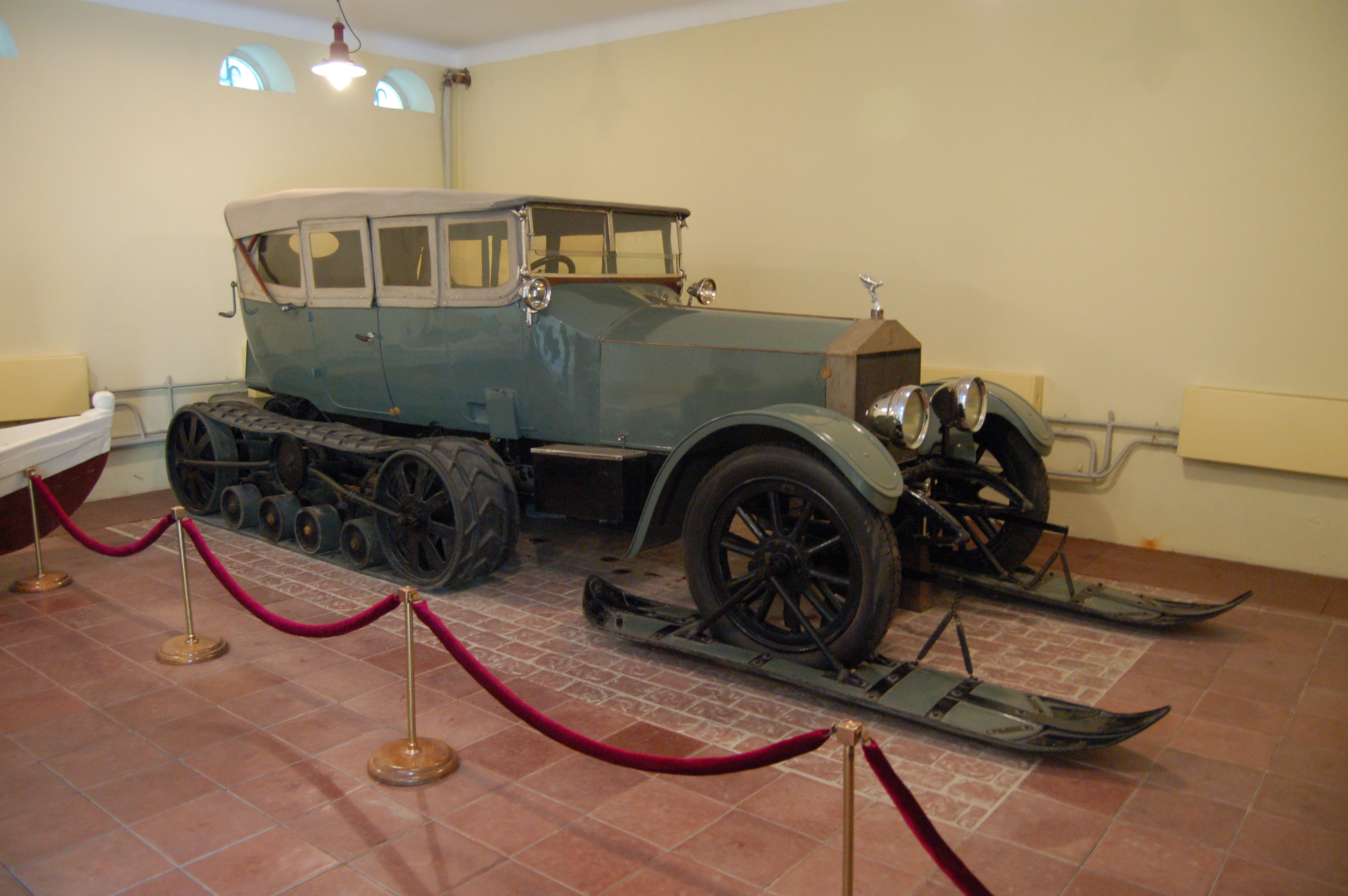
La Rolls-Royce Silver Ghost di Lenin con cingoli Kégresse, convertita dalla Putilov di Gorki Leninskie
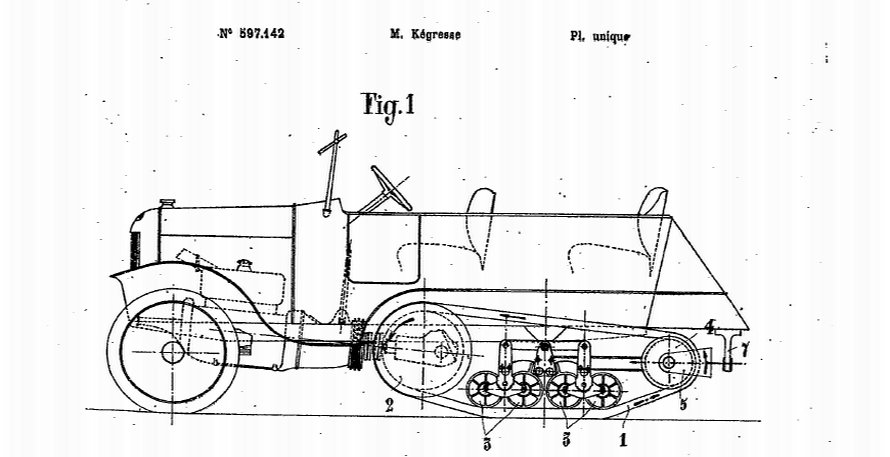
Disegno dal brevetto FR597142 (1924)
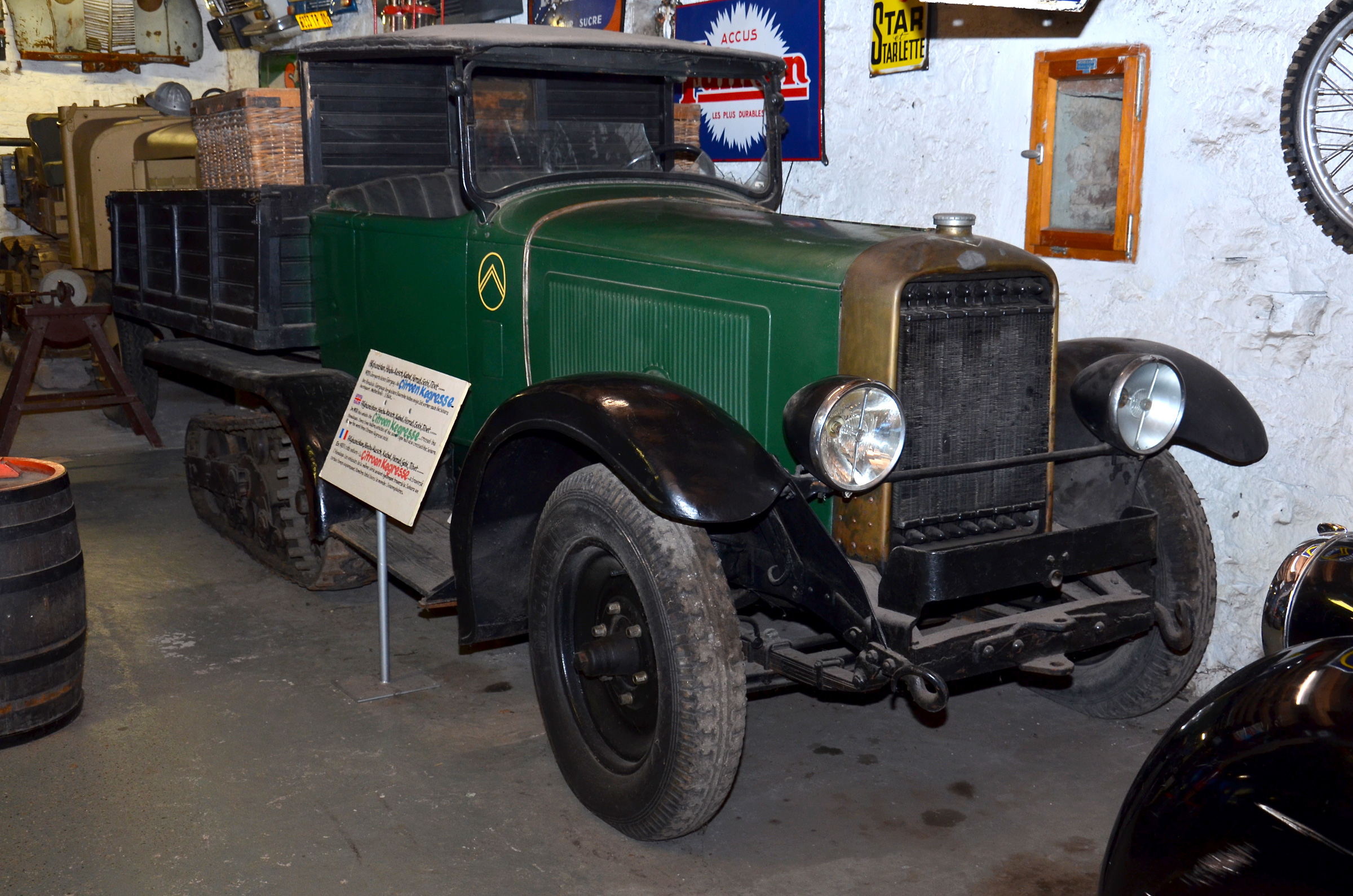
Citroën-Kégresse esposta al Fahrzeugmuseum Marxzell
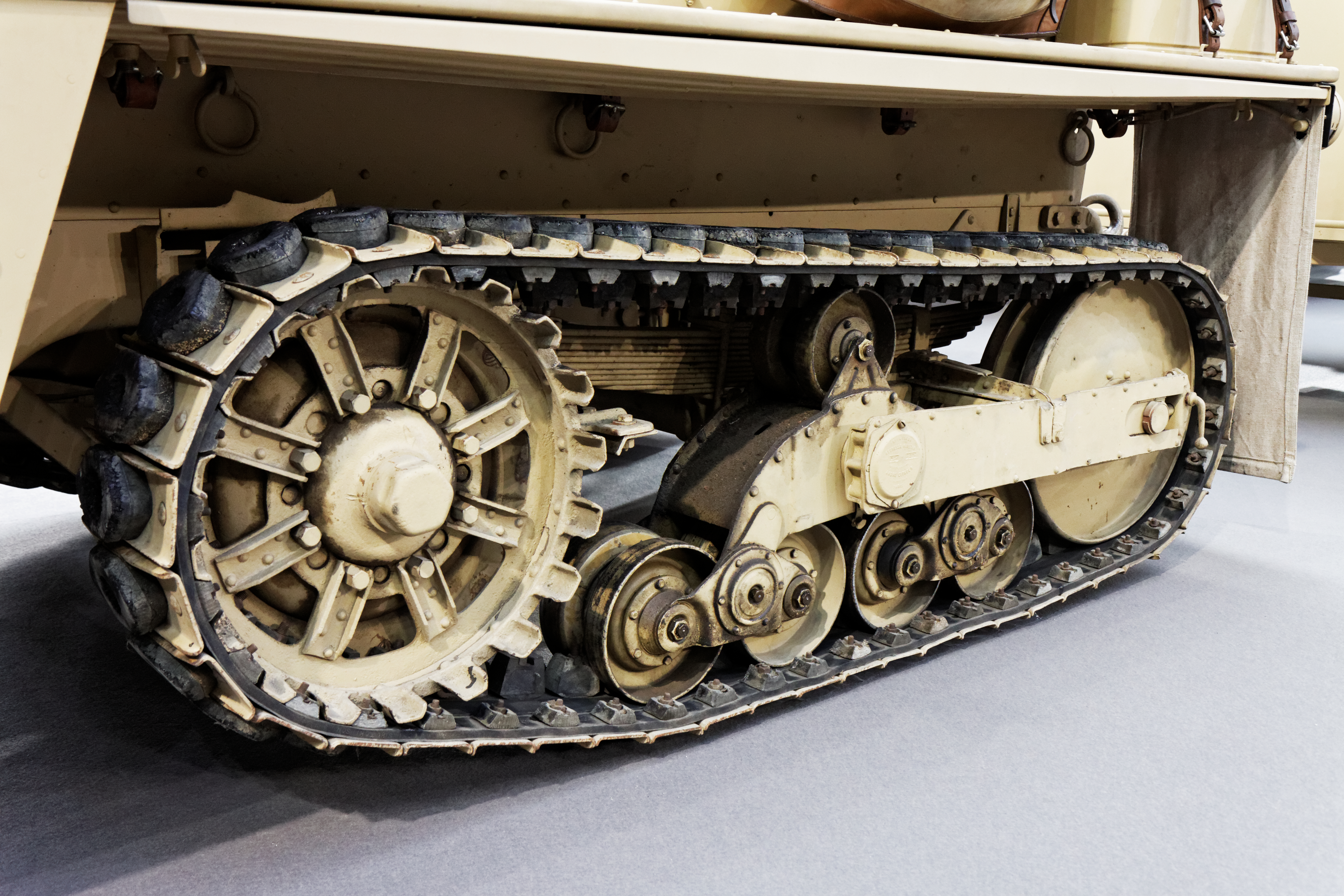
Treno di rotolamento di un P19B
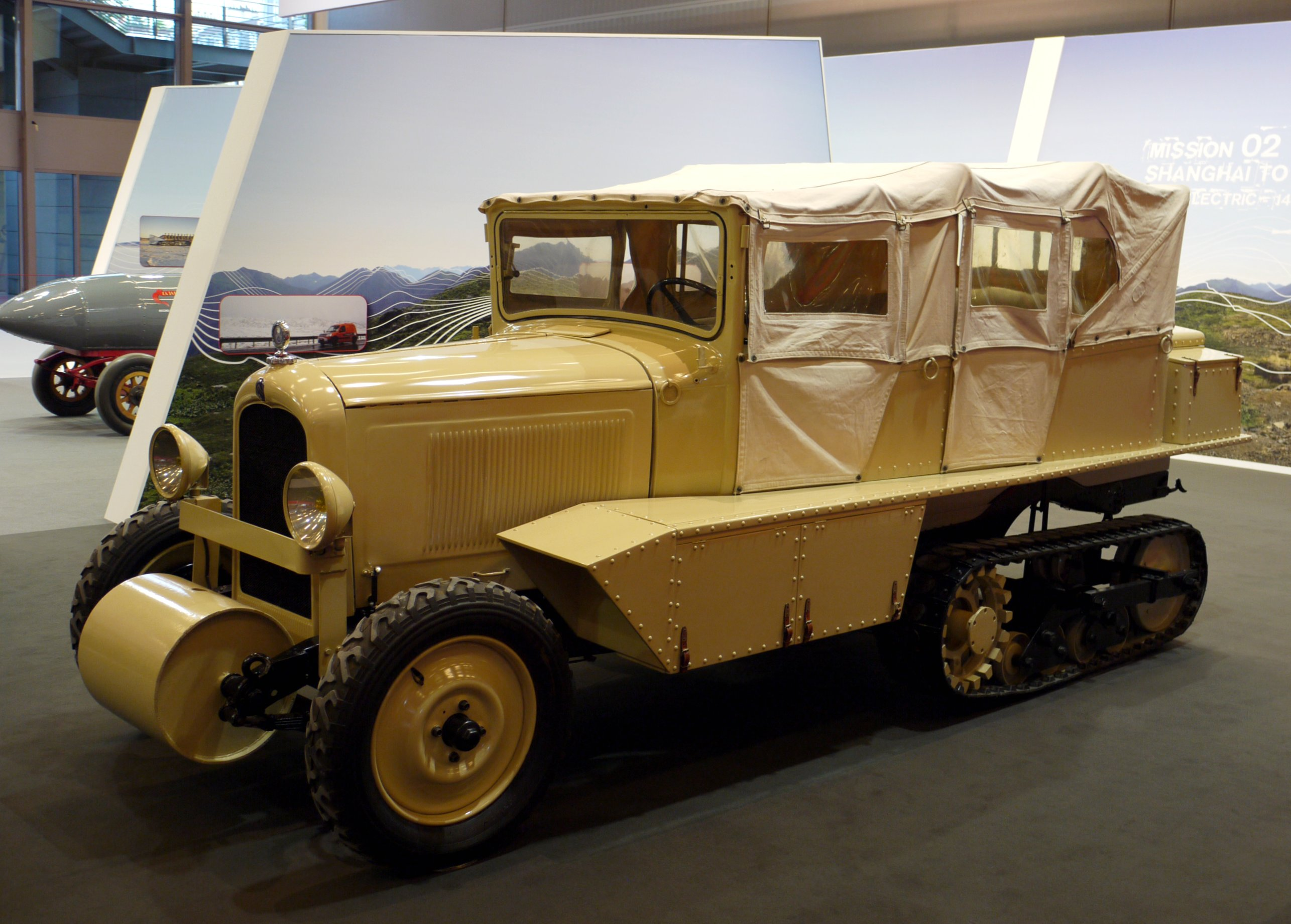
Citroën-Kégresse utilizzato nella Crociera gialla
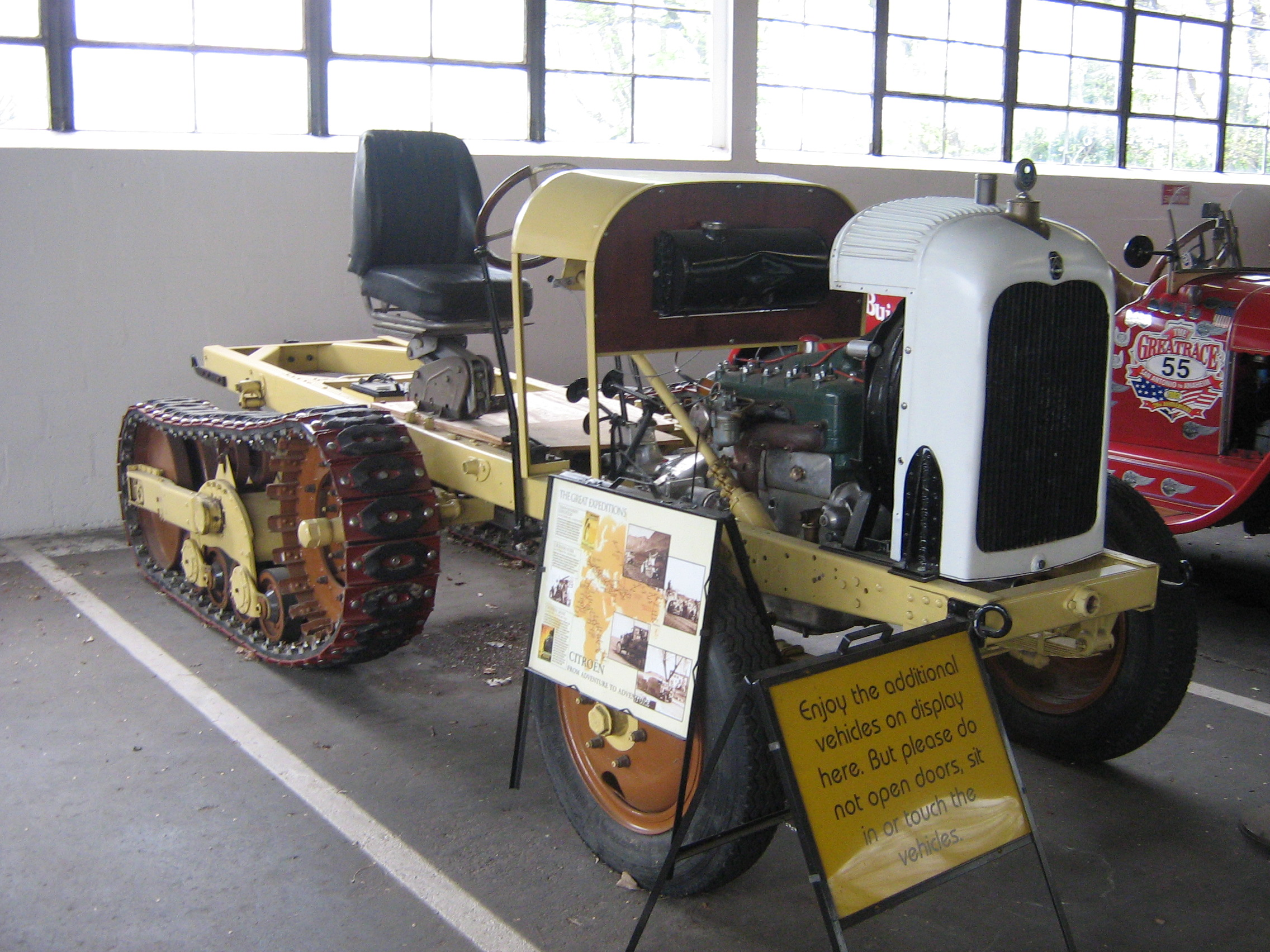
Telaio e meccanica di un modello Citroën-Kégresse del 1924.Lane Motor Museum, Nashville
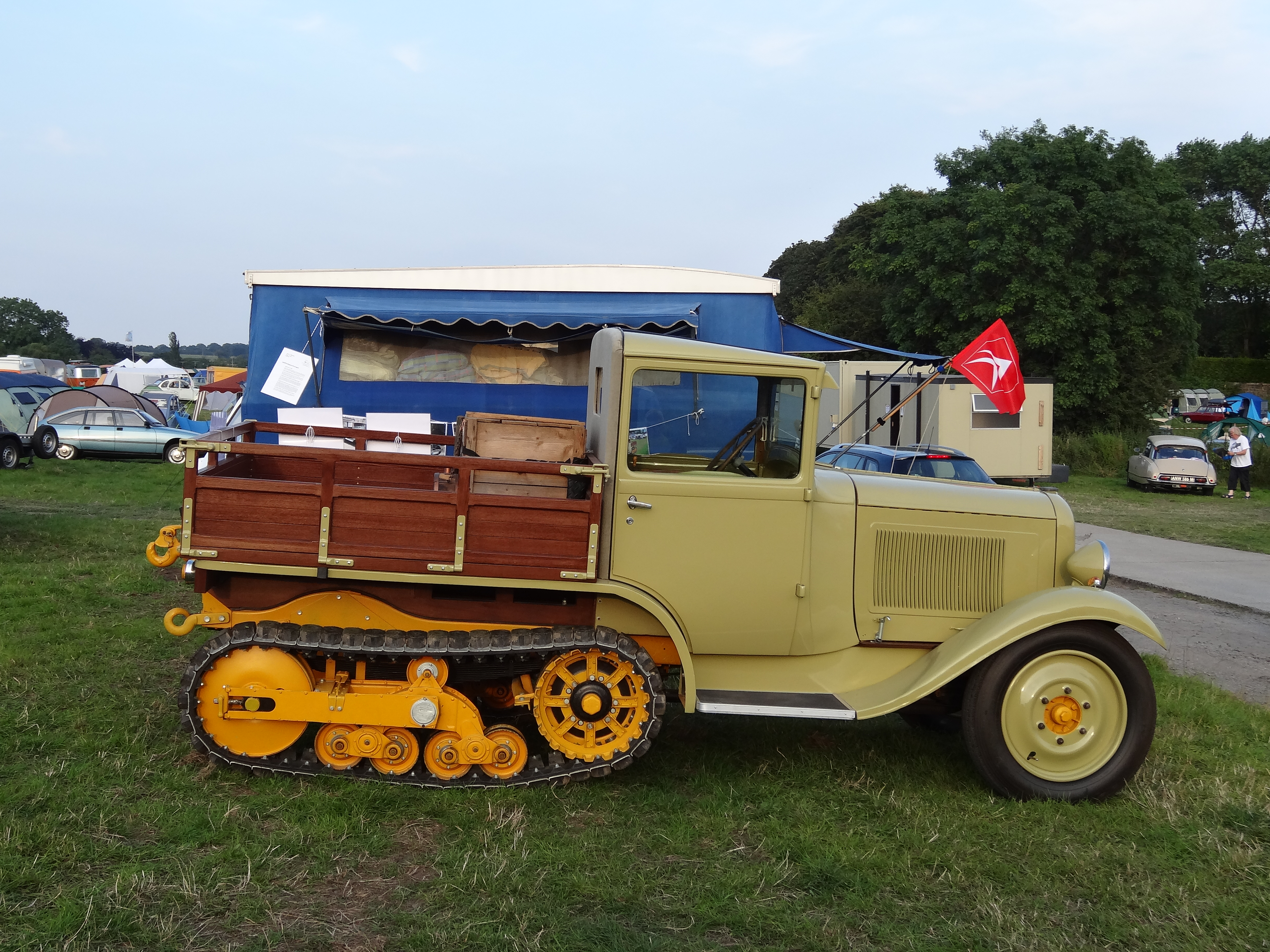
Citroën-Kégresse P17C del 1933
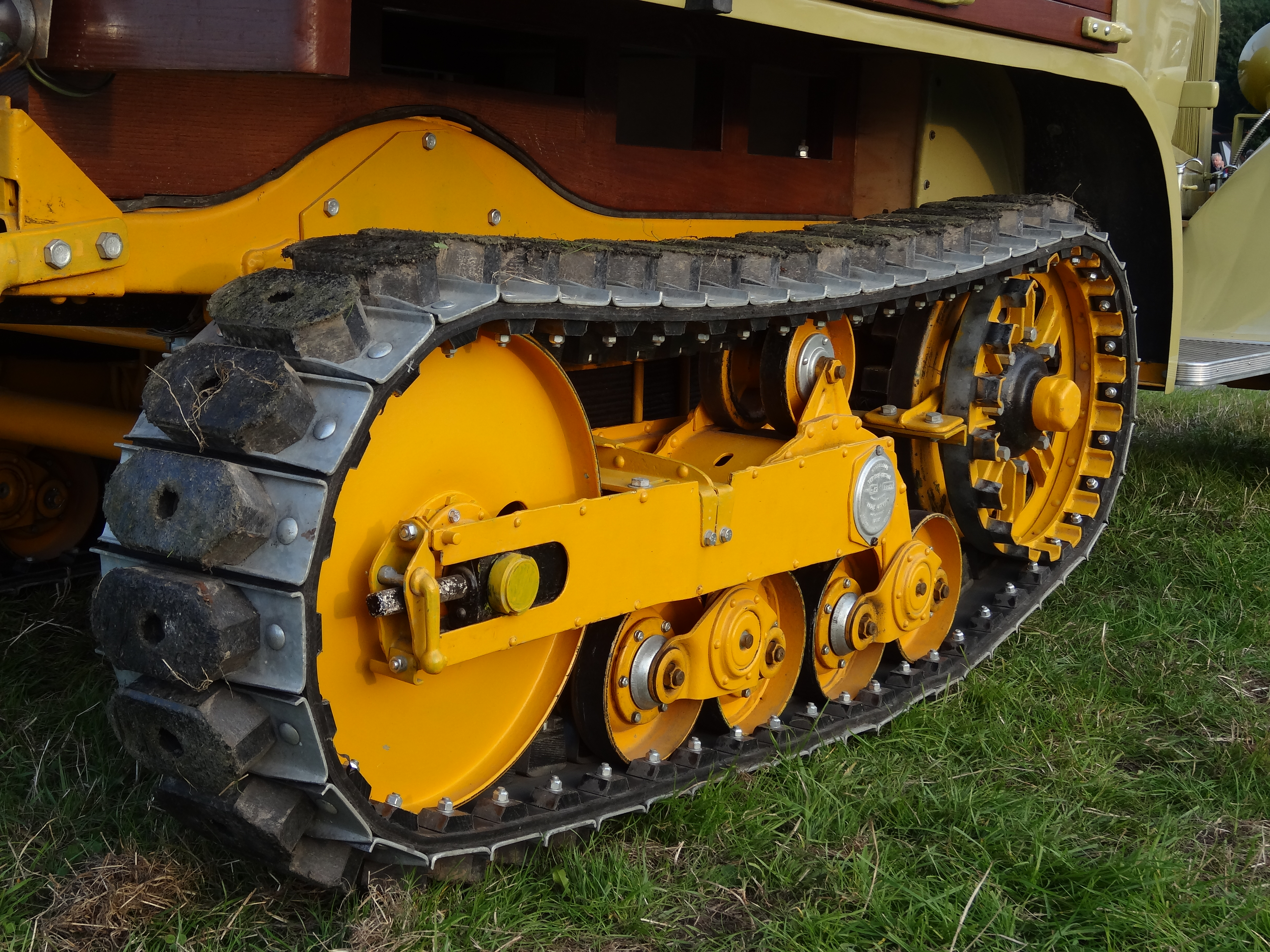
Dettaglio del cingolo di Citroën-Kégresse P17C del 1933
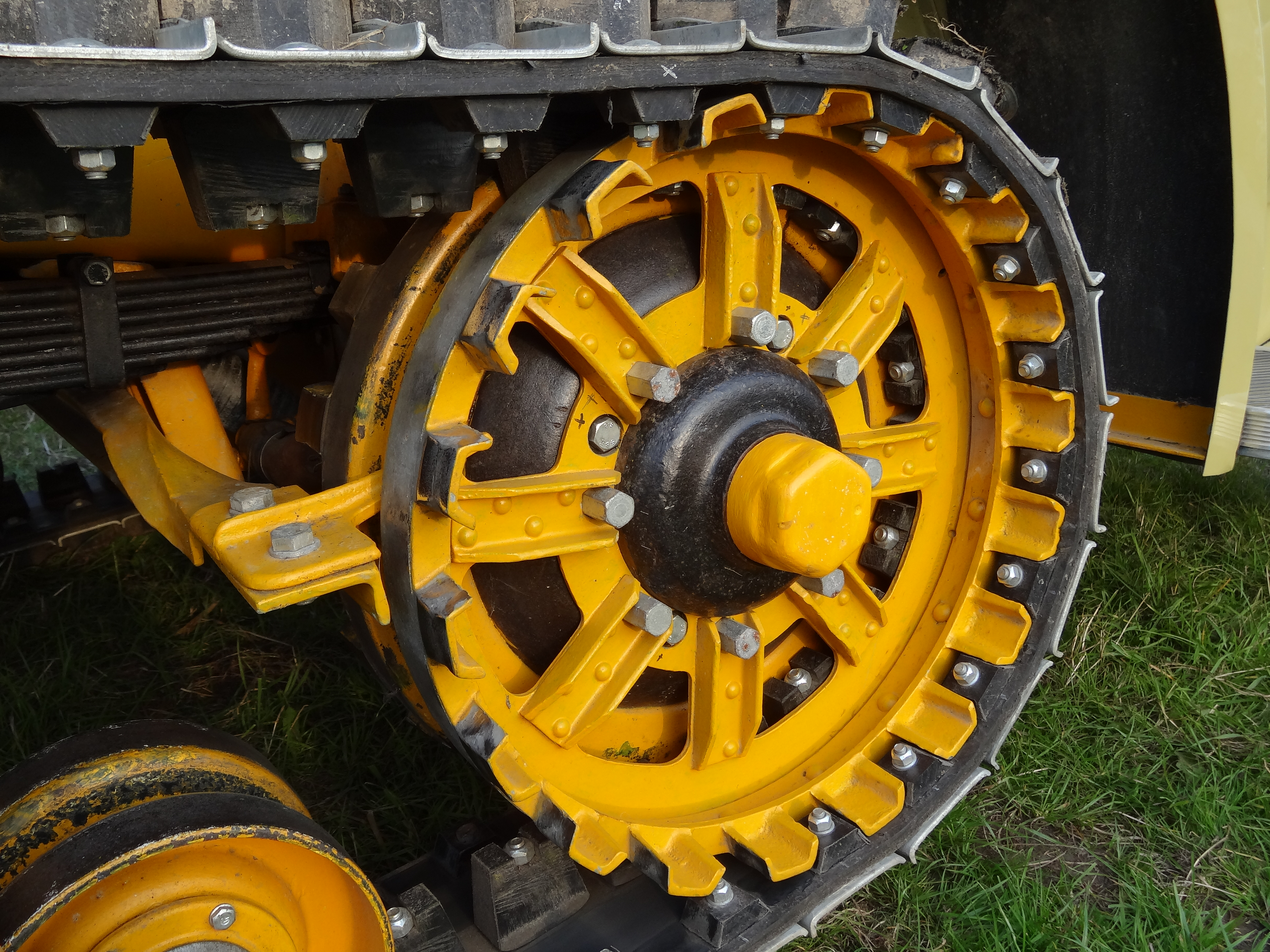
Dettaglio del treno di rotolamento di Citroën-Kégresse P17C del 1933
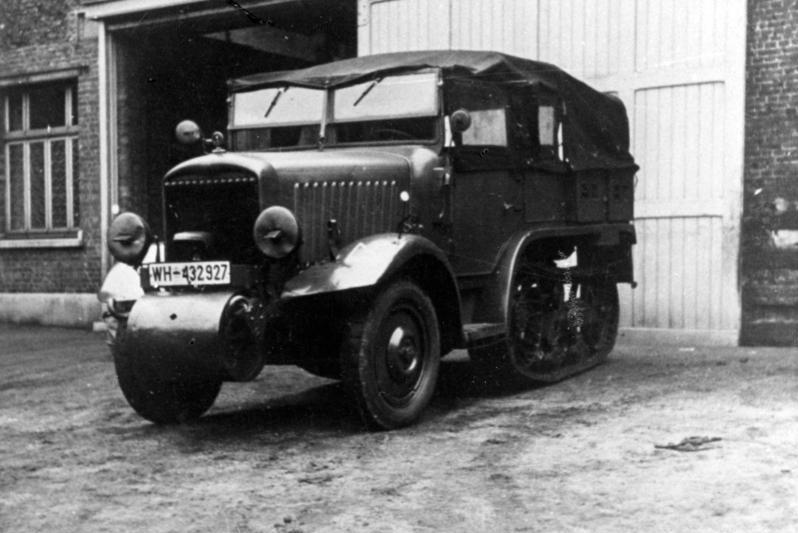
Unic P107 belga catturato ed impiegato dalla Wehrmacht
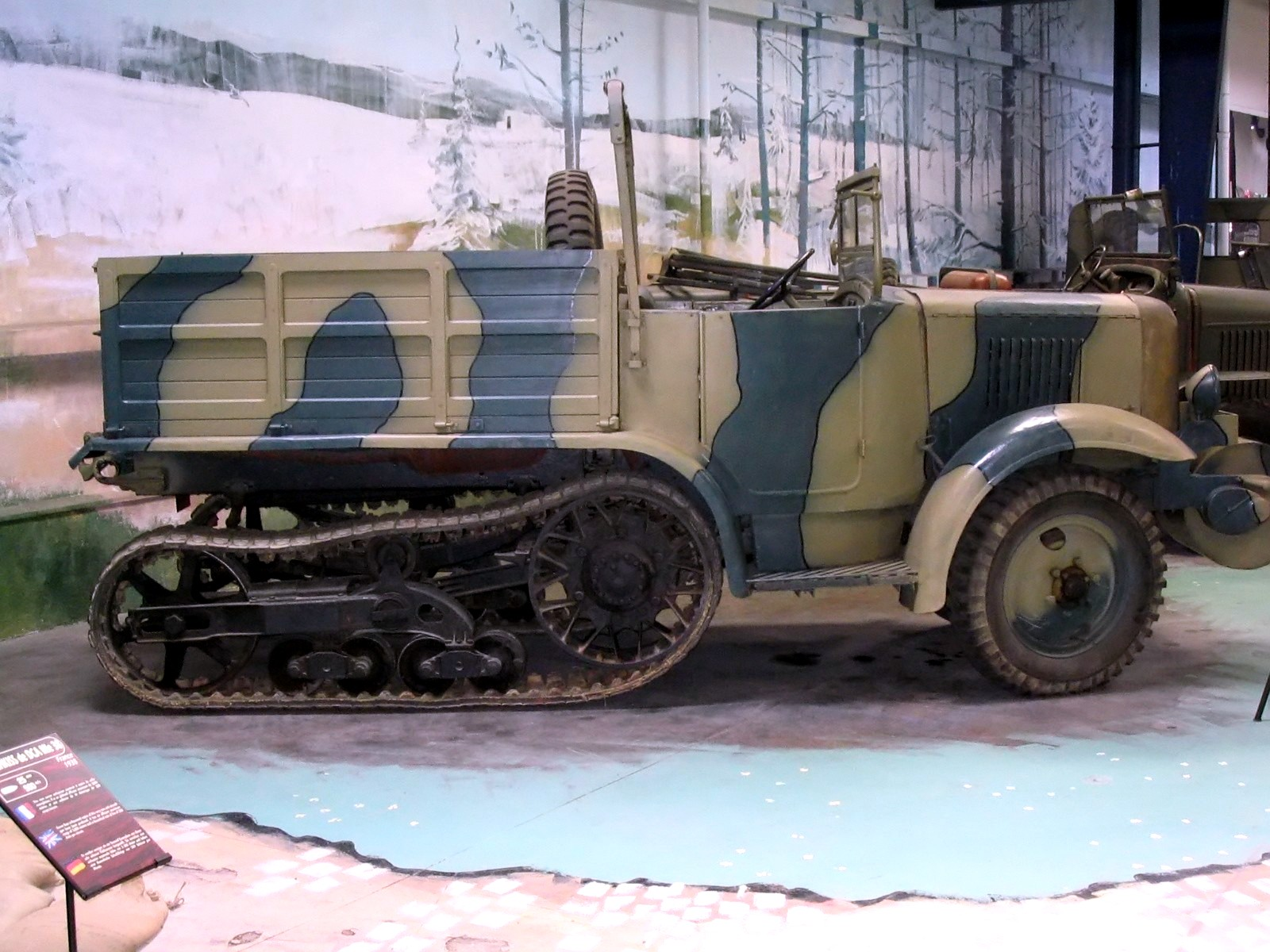
Unic P107 esposto al Musée des Blindés de Saumur
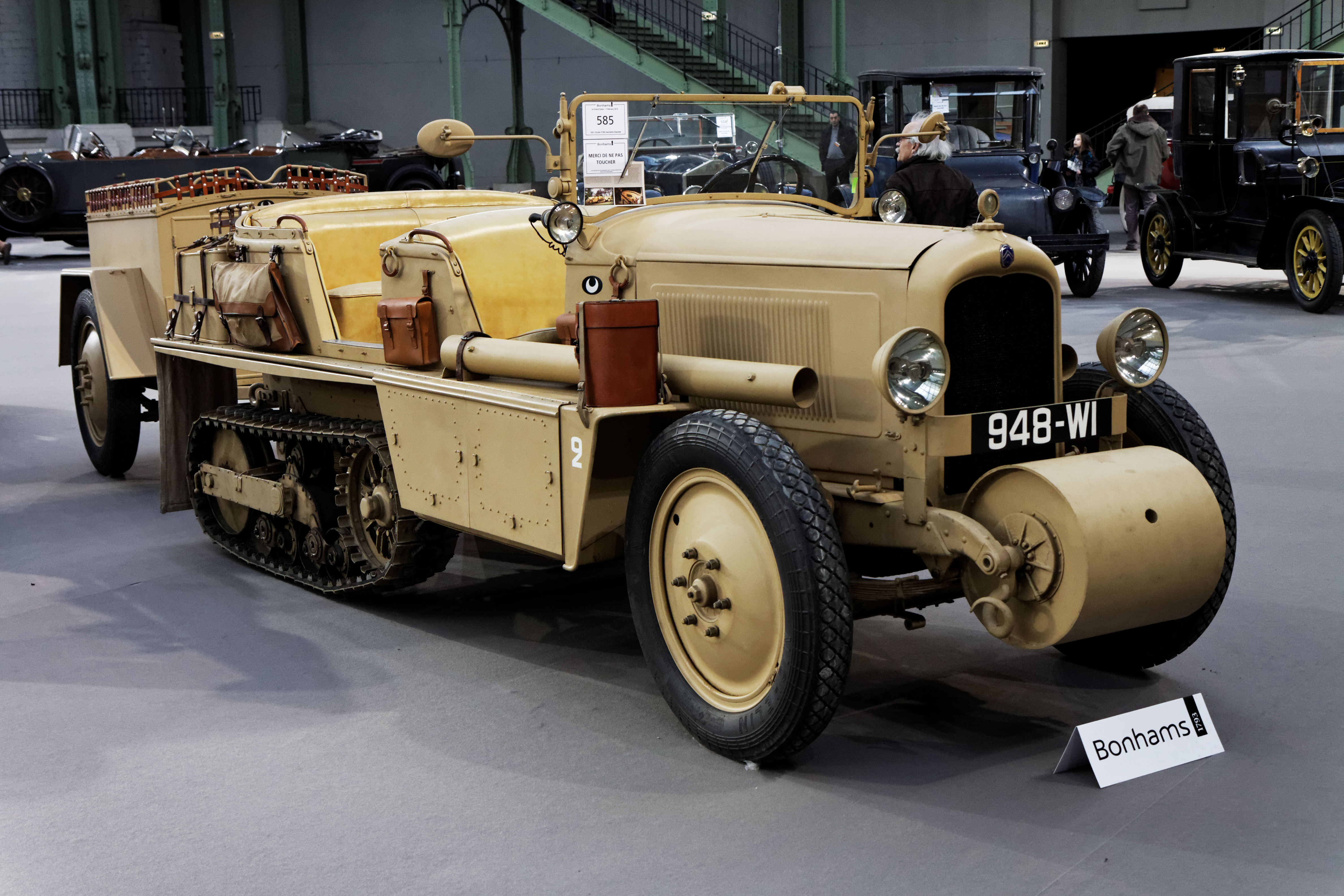
Un Citroën-Kégresse P19B del 1931
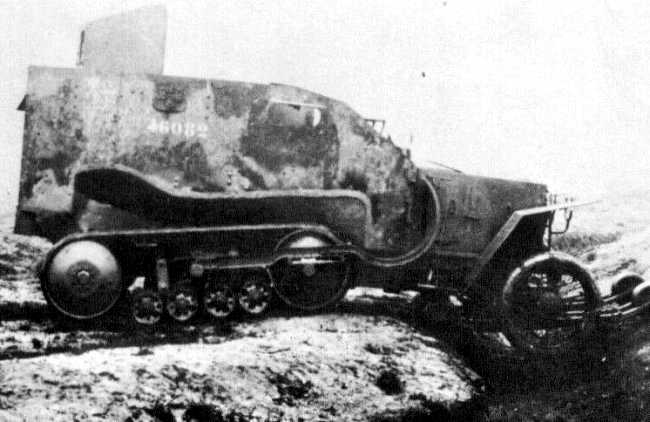
Autoblindo Peugeot-Kégresse in corso di valutazione nel 1923
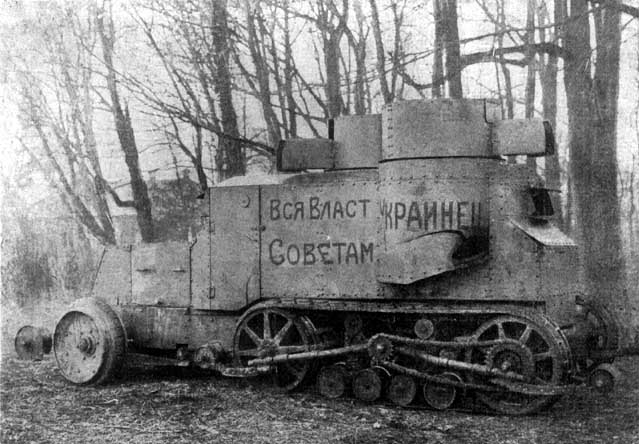
Autoblindo Austin-Putilov dell'Armata rossa, danneggiata durante la guerra sovietico-polacca nella zona di Zhytomyr, 21 marzo 1920.
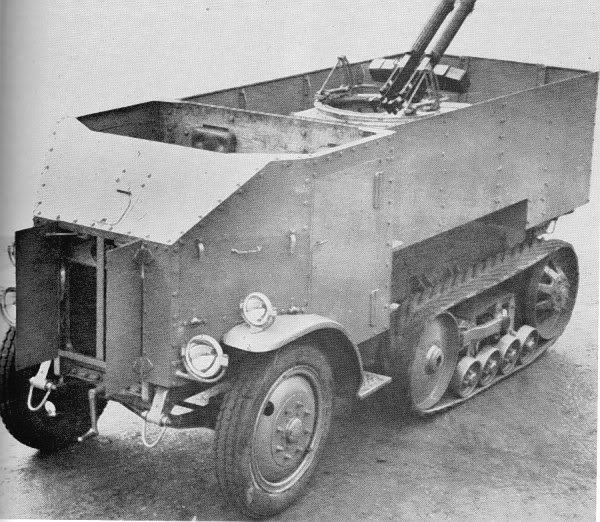
Veicolo trasporto truppe Burford-Kégresse 30cwt
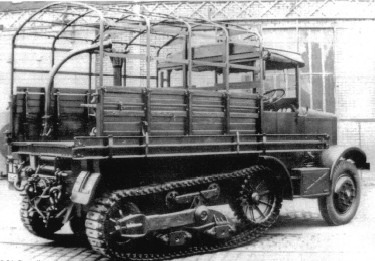
Trattore d'artiglieria Somua MCL-5 nel 1939
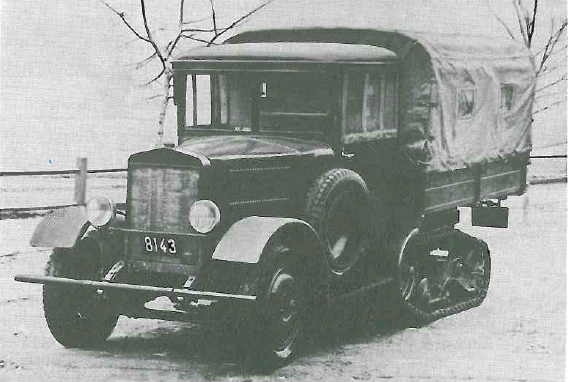
Autocarro semicingolato polacco Samochód wz. 34, 1939
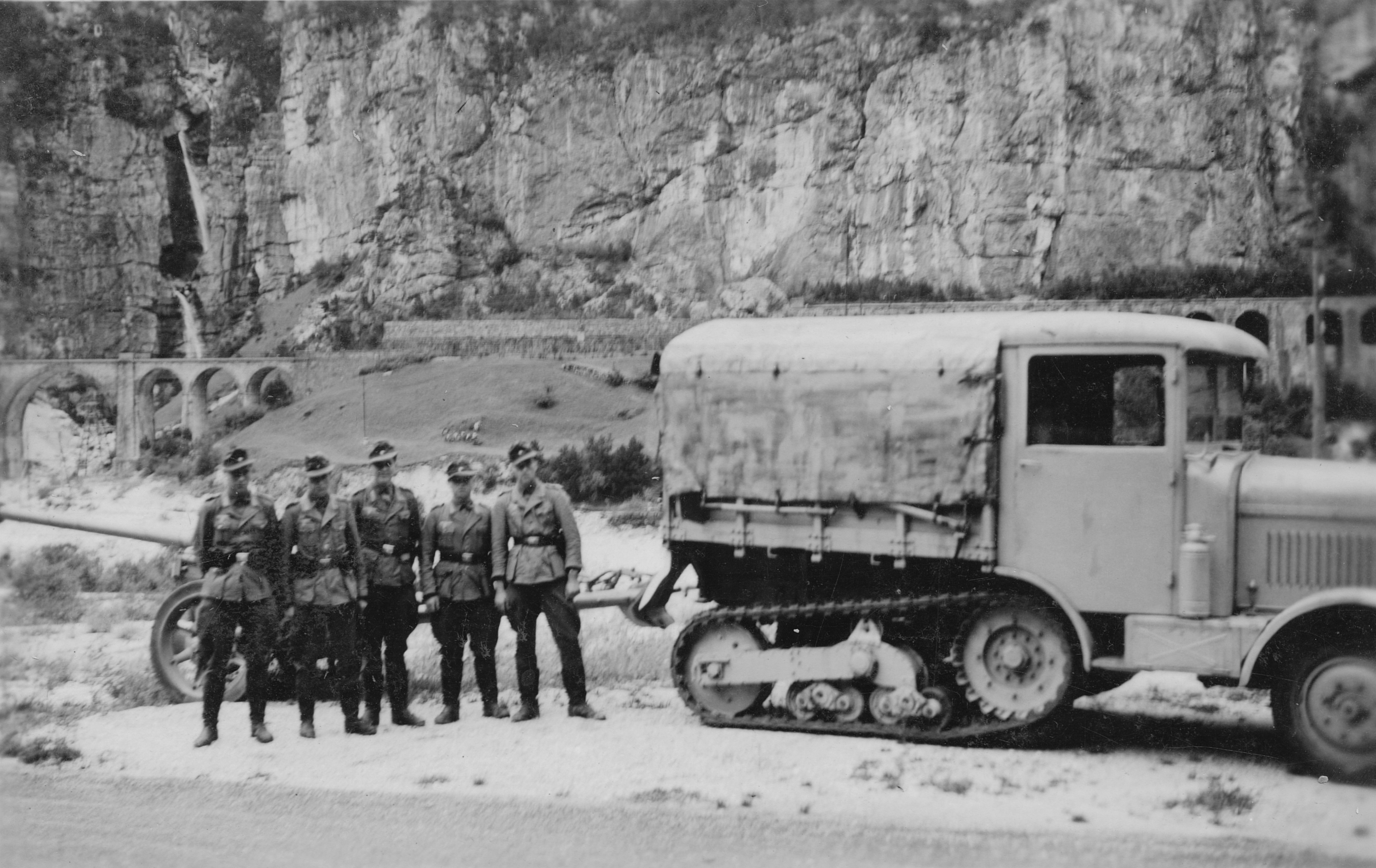
Somua MCG (leichte Zugkraftwagen S307(f)) con un 7,5 cm PaK 40 al traino in Italia settentrionale
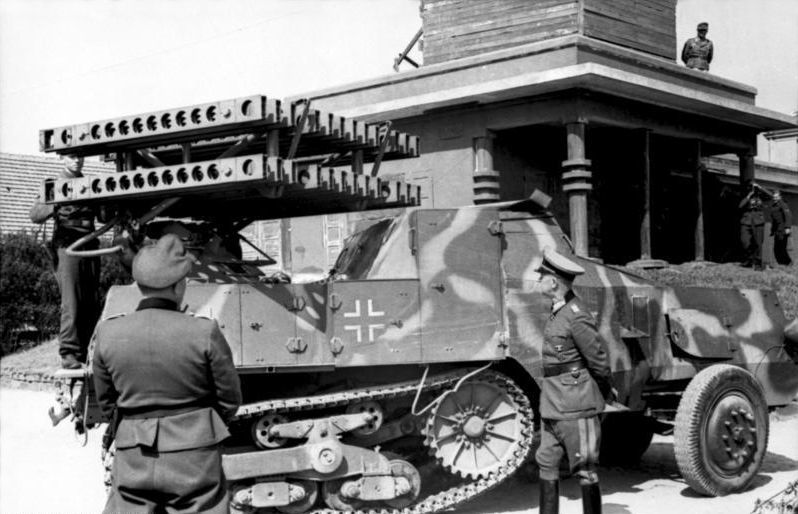
Somua MCG modificato da Alfred Becker con lanciarazzi da 8 cm Raketen-Vielfachwerfer, utilizzato dalle Waffen-SS
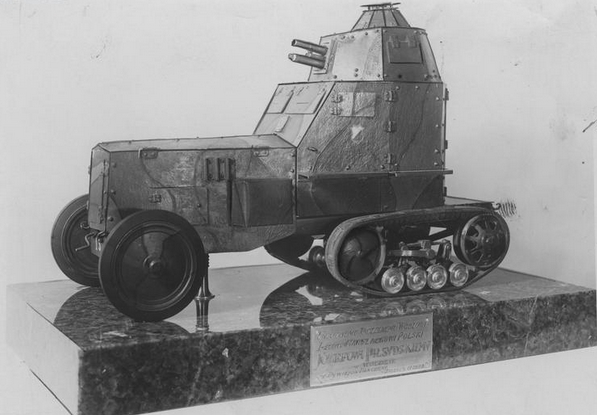
Autoblindo polacca Samochód pancerny wz. 28, su telaio Citroën-Kégresse P4T (B2)
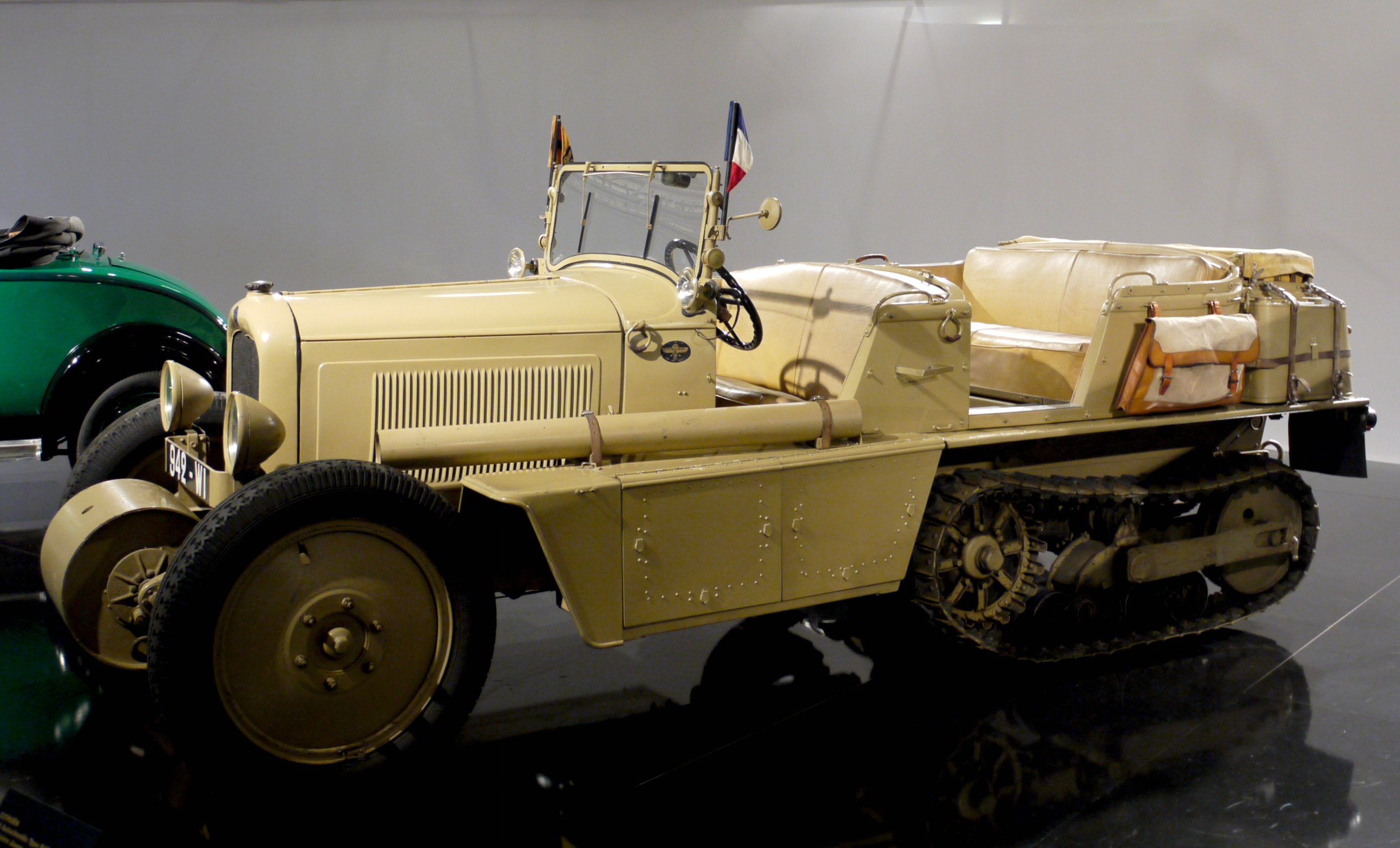
Citroën-Kégresse P17 "Scarabée d'Or III" utilizzato nella Croisière jaune
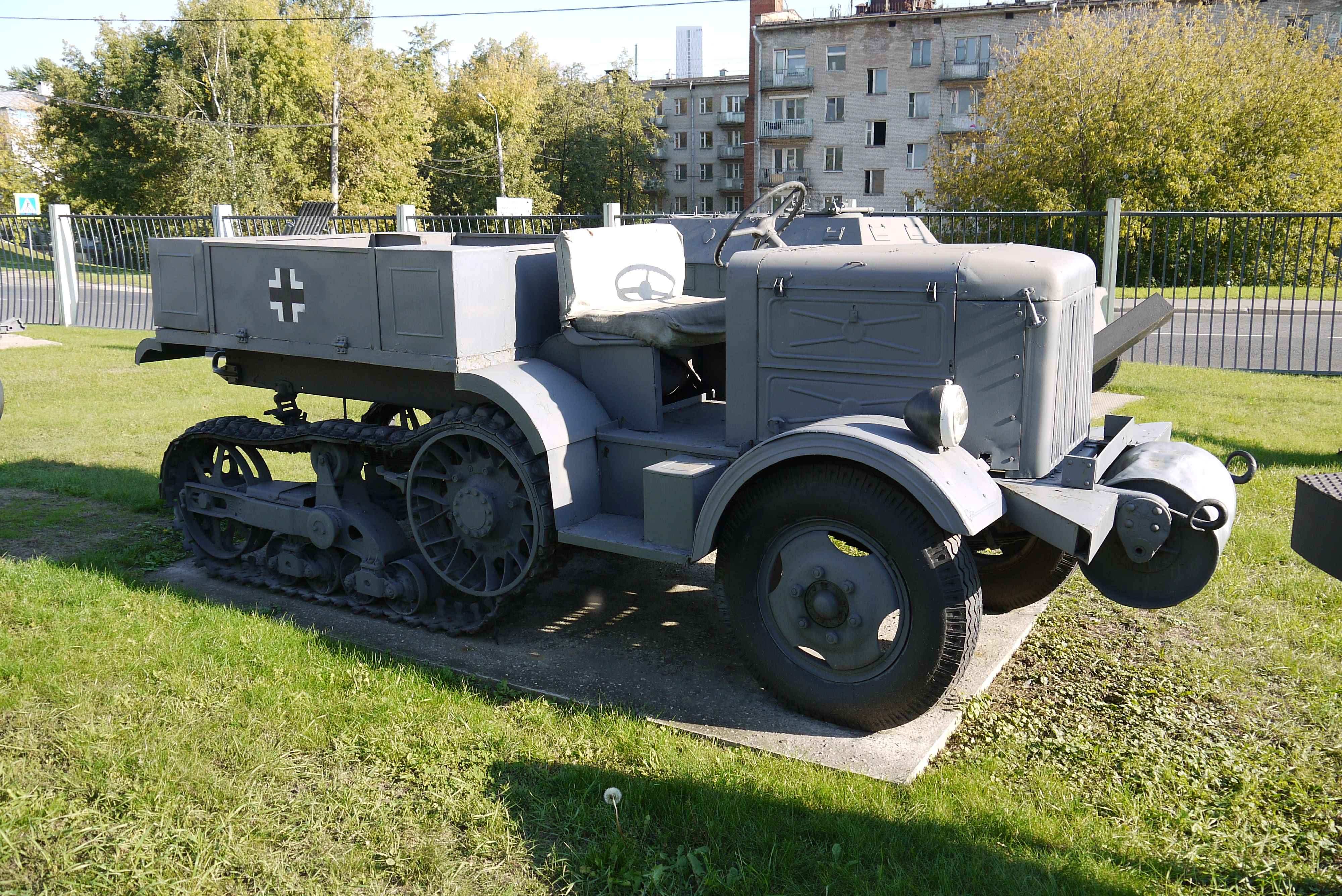
Un Unic P107 usato dalla Wehrmacht, esposto al Museo della grande guerra patriottica di Mosca